# California City
California City, oficiální název The City of California City je město v severní části Antelope Valley v oblasti Kern County v Kalifornii ve Spojených státech. Bylo založeno v roce 1965. Leží 160 km severně od Los Angeles v Mohavské poušti a v roce 2010 zde žilo 14 120 obyvatel. Rozlohou 203,63 km² (527,4 km²) je California City třetím největším městem ve státě Kalifornie a rozlohou je největším městem v Kalifornii, které není sídlem okresu. Město je dnes z větší části opuštěné.
Většinu zaměstnanců Edwardsovy letecké základny, která se nachází 29 km jihovýchodně od města, tvoří obyvatelé města. Dalšími hlavními pracovními příležitostmi jsou California City Correctional Center (Kalifornské oddělení nápravných a rehabilitačních zařízení), Mojave Air and Space Port a jeho letové zkušební provozy a Hyundai/Kia Proving Grounds nacházející se ve venkovské jihozápadní části města. V California City se nachází park, golfové hřiště PGA a městské letiště.

## Historie

### Počátek
Františkánský misionář otec Francisco Garcés tábořil v roce 1776 během výpravy Juana Bautisty de Anzy do Alta Kalifornie v Castle Butte na území dnešního města California City.
Koncem 19. století vedla přes oblast California City stezka, po které se z dolů Harmony Borax Works na východě převážel borax na nádraží v Mojave.

### Vojenská historie
Střelnice Mojave "C" byla používána od srpna 1944 do ledna 1959, kdy se stala součástí pozemků města California. Zahrnovala bombardovací cíle a náletové cíle, například kolony vozidel. Těsně po skončení druhé světové války byla využívána také pro bezpilotní letadla. S touto oblastí je spojována nevybuchlá munice a toxický odpad a v roce 1999 začal armádní inženýrský sbor provádět průzkum této oblasti a v roce 2001 byla střelnice popsána jako oblast o rozloze 20 908 akrů (8 461 ha) jihozápadně od centra California City.
Průzkumy lokality zahájené v roce 1999 odhalily nálezy třílibrových cvičných bomb MK 23 s nevystřelenými signálními patronami, dvacetimilimetrových cvičných střel, 2,25, 2,75 a 5palcových cvičných raket, vysoce explozivních bomb a střeliva do malorážových zbraní ráže .22 až .50. Největšími nalezenými rozbuškami a nevybuchlými bombami byly dvě stokilové bomby pro všeobecné použití.

### Město
V roce 1958 koupil profesor sociologie a developer Nathan "Nat" K. Mendelsohn, původem Čech, 82 000 akrů (33 000 ha) půdy v Mohavské poušti s cílem vybudovat další velké město v Kalifornii. Společnost California City Development Company (CCDC) město agresivně propagovala provozováním "realitní školy" pro získání licence a vyškolení velkého počtu prodejců a reklamní článek v Los Angeles Times jej popisoval jako "obří projekt" a "nevyhnutelný rozvoj".
Mendelsohn doufal, že jednoho dne bude město co do počtu obyvatel konkurovat Los Angeles, a CCDC nechalo v roce 1961 vypracovat územní plán obce architektonickou firmou Smith and Williams, na němž se podílel i Garrett Eckbo. Mendelsohn vybudoval Central Park s umělým jezerem o rozloze 26 akrů (11 ha). Vedle parku byla vybudována dvě golfová hřiště a čtyřpatrový hotel Holiday Inn. Nakonec činnost CCDC způsobila, že se město stalo známým díky pozemkovým spekulacím prostřednictvím CCDC a jeho nástupců. Mendelsohn dělal městu reklamu na pozemkové spekulace do roku 1962; do té doby bylo postaveno 175 domů. Město má bohatou historii propagace, včetně najmutí Erika Estrady, aby propagoval město; v roce 2000 se pozemky prodávaly prostřednictvím inforeklam.
Italsko-americký stavební inženýr Olindo R. Angelillo provedl v roce 1959 jménem společnosti CCDC průzkum městské vodonosné vrstvy a uvedl, že se nachází na vrcholu " skutečného podzemního jezera" s 1 milionem akrů vody ročně. Toto tvrzení bylo rychle vyvráceno šéfem úřadu US Geological Survey, hydrotechnikem státního vodohospodářského oddělení a Sdružení environmentálních a inženýrských geologů.
První pošta zde byla otevřena v roce 1960.
Město California City bylo založeno 10. prosince 1965, částečně proto, aby se odpovědnost za městskou infrastrukturu přesunula na město, nikoli na CCDC. Mělo rozlohu 410 km², 5 900 majitelů pozemků, 817 obyvatel a 232 domů.
Růst města zdaleka nesplnil jeho očekávání a v době, kdy Mendelsohn v roce 1969 prodal své podíly v CCDC společnosti Great Western United Corporation, se do ní nastěhovalo pouze 1 300 lidí; CCDC byla v té době popisována jako společnost s 1 300 zaměstnanci a inzeráty pro " realitní makléře" ji popisovaly jako "Zcela nový úspěšný způsob prodeje kalifornských nemovitostí!!!".
V roce 1969 začala společnost kontrolovat také Federální obchodní komise a 25členná kalifornská pracovní skupina Ralpha Nadera (součást " Nader´s Raiders") vydala koncem roku 1971 publikaci "Power and Land in California". Kniha obviňovala různé osoby a úřady z neschopnosti a korupce a zaměřila se také na společnost California City, kterou označila za podvod a "obzvláště jasnou ukázku selhání vlády". Do té doby prodal Mendelsohn pozemky za více než 100 milionů dolarů.
Do 70. let 20. století bylo prodáno více než 50 000 pozemků a poptávka se vytratila. FTC podala na společnost žalobu o zastavení činnosti pro klamavou reklamu a v roce 1972 vydal Richard Lavine z FTC souhlasné prohlášení. Obvinění (s nimiž White v roce 1971 souhlasil) zahrnovala, že realitní škola byla primárně zaměřena na prodej pozemků, nikoliv na poskytování školení; účastníci byli povinni přivést zájemce o pozemky; nemovitosti byly zpeněženy, inzerovaná vylepšení (např. silnice) neexistovala; nesplňovala požadavky zákona o pravdivosti půjček (Truth in Lending Act). V roce 1974 deník The New York Times popsal společnost Great Western City Corporation jako "problémovou developerskou pobočku" společnosti Great Western United. Poté, co se CCDC obrátila na soud, dosáhl Ken Donney z Federální obchodní komise v roce 1977 dohody, v jejímž rámci více než 14 000 vlastníků pozemků obdrželo částečné náhrady z fondu ve výši 4 milionů dolarů, což bylo dosud největší vyrovnání FTC. Společnost CCDC musela také investovat 16 milionů dolarů do dlouho slibovaného rozvoje infrastruktury ve třech městech CCDC.
Přestože se oblasti města California City nerozvíjely podle očekávání, vzrostl počet obyvatel města California City z 3 200 v roce 1985 na více než 14 000 v roce 2018, a to především v jeho západní části. Cerro Coso Community College uzavřela smlouvu na 22 akrů (8,9 ha) v centru California City pro komunitní vysokou školu, která bude sloužit základnám Edwards AFB, California City, Mojave, Boron, North Edwards a celé náhorní poušti v Antelope Valley.

## Geografie
Ačkoli patří mezi menší kalifornská města co do počtu obyvatel, rozlohou je California City třetím největším městem Kalifornie (40. největším ve Spojených státech). Nachází se v severní části Antelope Valley v okrese Kern v Kalifornii, 29 km severozápadně od letecké základny Edwards, 45 km východně od Tehachapi, 64 km severně od Lancasteru, 79 km jihozápadně od Ridgecrestu, 108 km východně od města Bakersfield a 163 km severně od Los Angeles.

## Geologie
V roce 2000 byla hloubka podzemní vody 110 m.

### Klima
| Klimatické údaje pro California City, CA | Klimatické údaje pro California City, CA | Klimatické údaje pro California City, CA | Klimatické údaje pro California City, CA | Klimatické údaje pro California City, CA | Klimatické údaje pro California City, CA | Klimatické údaje pro California City, CA | Klimatické údaje pro California City, CA | Klimatické údaje pro California City, CA | Klimatické údaje pro California City, CA | Klimatické údaje pro California City, CA | Klimatické údaje pro California City, CA | Klimatické údaje pro California City, CA | Klimatické údaje pro California City, CA |
| Měsíc                                    | Leden                                    | Únor                                     | Březen                                   | Duben                                    | Květen                                   | Červen                                   | Červenec                                 | Srpen                                    | Září                                     | Říjen                                    | Listopad                                 | Prosinec                                 | Rok                                      |
| ---------------------------------------- | ---------------------------------------- | ---------------------------------------- | ---------------------------------------- | ---------------------------------------- | ---------------------------------------- | ---------------------------------------- | ---------------------------------------- | ---------------------------------------- | ---------------------------------------- | ---------------------------------------- | ---------------------------------------- | ---------------------------------------- | ---------------------------------------- |
| Průměrná vysoká teplota °C               | 14                                       | 17                                       | 19                                       | 22                                       | 27                                       | 33                                       | 36                                       | 36                                       | 32                                       | 26                                       | 19                                       | 14                                       | 25                                       |
| Průměrná nízká teplota °C                | 1                                        | 3                                        | 5                                        | 8                                        | 12                                       | 17                                       | 19                                       | 19                                       | 15                                       | 9                                        | 4                                        | 1                                        | 9                                        |
| Průměrný úhrn srážek mm                  | 34                                       | 38                                       | 29                                       | 5,6                                      | 3,8                                      | 1,3                                      | 4,1                                      | 6,9                                      | 7,1                                      | 7,1                                      | 11                                       | 21                                       | 168,9                                    |

## Demografické údaje

### 2000
Podle sčítání obyvatelstva z roku 2000 žilo ve městě 8 385 osob v 3 067 domácnostech, z toho 2 257 rodin. V roce 2006 se počet obyvatel města zvýšil o 8,9 % z 12 106 na 13 219. California City předstihlo konkurenční města Palmdale a Lancaster a stalo se tak 12. nejrychleji rostoucím městem v Kalifornii. Tím se California City stalo také nejrychleji rostoucím městem v Antelope Valley. Hustota zalidnění činila 15,9 obyvatel na km². Bylo zde 3 560 bytových jednotek při průměrné hustotě 6,8 na km². Rasové složení města bylo následující: 68,19 % bělochů, 12,82 % černochů nebo Afroameričanů, 1,56 % původních obyvatel, 3,73 % Asiatů, 0,32 % obyvatel tichomořských ostrovů, 7,43 % příslušníků jiných ras a 5,94 % příslušníků dvou nebo více ras. 16,96 % obyvatelstva tvořili Hispánci nebo Latinoameričané jakékoli rasy.
Z 3 067 domácností žilo 39% s dětmi mladšími 18 let, 55,8 % tvořily manželské páry žijící společně, 13,0 % domácností tvořily ženy bez přítomnosti manžela a 26,4 % domácností tvořily nerodinné domácnosti. V 21,2 % domácnostech žila jedna osoba a v 7,2 % domácností žila jedna osoba ve věku 65 let a více. Průměrná velikost domácnosti byla 2,72 a průměrná velikost rodiny 3,15.
Věkové rozložení bylo následující: 30,7 % mladších 18 let, 7,3 % od 18 do 24 let, 27,7 % od 25 do 44 let, 23,5 % od 45 do 64 let a 10,7 % 65 let a více. Průměrný věk byl 36 let. Na 100 žen připadalo 99,5 mužů. Na 100 žen ve věku 18 let a více připadalo 99,0 mužů.
Průměrný příjem domácnosti ve městě činil 45 735 dolarů a průměrný příjem rodiny 51 402 dolarů. Muži měli průměrný příjem 44 657 USD oproti 28 152 USD u žen. Příjem na jednoho obyvatele města činil 19 902 USD. Pod hranicí chudoby se nacházelo přibližně 12,5 % rodin a 17,3 % obyvatel, z toho 28,0 % osob mladších 18 let a 12,4 % osob starších 65 let.
V roce 2006 pracovalo ve veřejné správě 31 % mužů. Veřejná správa je nejčastějším zaměstnáním ve městě California City.
Přestože růst města nesplnil očekávání jeho zakladatelů, město California City zaznamenalo v posledních letech značný nárůst počtu obyvatel. Demografické výzkumné oddělení kalifornského ministerstva financí odhadlo počet obyvatel California City na 12 048 k 1. lednu 2006. Počet obyvatel města California City se v roce 2005 zvýšil odhadem o 4,2 %, což je více než trojnásobek tempa růstu celého státu. V současné době je California City na 345. místě ze 478 registrovaných měst v Kalifornii, přičemž v roce 2005 bylo na 348. místě.
V prezidentských volbách v roce 2004 volilo 66 % respondentů republikánského kandidáta a 32 % demokratického kandidáta. V roce 2016 volilo republikány 53 % a demokraty 40 % voličů.

### 2010
Při sčítání lidu v roce 2010 mělo město California City 14 120 obyvatel. Hustota zalidnění byla 26,8 obyvatel na km². Rasové složení města California City bylo následující: 9 188 (65,1 %) bělochů (39,9 % tvořili běloši jiné než hispánské národnosti), 2 150 (15,2 %) Afroameričanů, 132 (0,9 %) původních obyvatel, 367 (2,6 %) Asiatů, 59 (0,4 %) obyvatel tichomořských ostrovů, 1 431 (10,1 %) příslušníků jiných ras a 793 (5,6 %) obyvatel dvou nebo více ras. Hispánců nebo Latinoameričanů jakékoli rasy bylo 5 385 osob (38,1 %).
Podle sčítání lidu žilo 11 506 osob (81,5 % obyvatel) v domácnostech, nikdo nežil v hromadných ubytovacích zařízeních a 2 614 osob (18,5 %) bylo umístěno v ústavech.
Bylo zde 4 102 domácností, v 1 611 (39,3 %) žily děti mladší 18 let, 1 980 (48,3 %) tvořily manželské páry opačného pohlaví žijící společně, v 630 (15,4 %) žila žena v domácnosti bez přítomnosti manžela, v 287 (7,0 %) žil muž v domácnosti bez přítomnosti manželky. Nesezdaných partnerských dvojic opačného pohlaví bylo 335 (8,2 %) a 22 (0,5 %) manželských či partnerských dvojic stejného pohlaví. V 949 (23,1 %) domácnostech žila jedna osoba a ve 312 (7,6 %) domácnostech žil někdo sám a byl starší 65 let. Průměrná velikost domácnosti byla 2,80. Rodin bylo 2 897 (70,6 % domácností); průměrná velikost rodiny byla 3,30.
Věkové rozložení bylo následující: 3 449 osob (24,4 %) mladších 18 let, 1 294 osob (9,2 %) ve věku 18 až 24 let, 4 617 osob (32,7 %) ve věku 25 až 44 let, 3 570 osob (25,3 %) ve věku 45 až 64 let a 1 190 osob (8,4 %) starších 65 let. Průměrný věk byl 34,8 let. Na 100 žen připadalo 144,0 mužů. Na 100 žen ve věku 18 let a více připadalo 160,1 mužů.
Bylo zde 5 210 bytových jednotek s průměrnou hustotou 25,6 na čtvereční míli, z toho 2 474 (60,3 %) bylo obydlených vlastníky a 1 628 (39,7 %) bylo pronajatých. Míra neobsazenosti vlastnických bytů činila 8,3 %, míra neobsazenosti nájemních bytů byla 22,5 %. V bytech obývaných vlastníky žilo 6 584 osob (46,6 % obyvatel) a v nájemních bytech 4 922 osob (34,9 %).

## Infrastruktura

### Školy
- California City Jr/Sr High
- California City Middle
- Hacienda Elementary school
- Robert P. Ulrich Elementary School (1966)

### Soukromá věznice
V roce 1995 byly zahájeny studie na výstavbu soukromé věznice s kapacitou 2000 - 4000 lůžek na východní straně města a v roce 1996 bylo dokončeno posouzení vlivu na životní prostředí pro věznici s kapacitou 550 lůžek. Smlouvy mezi městem a Corrections Corporation of America byly podepsány a věznice byla postavena v roce 1999. Ve věznici California City Correctional Facility s kapacitou 2304 lůžek byli v letech 2006 až 2013 umístěni federální vězni pro americkou maršálskou službu a americký imigrační a celní úřad, poté byla v roce 2013 pronajata kalifornskému ministerstvu pro nápravná zařízení a rehabilitaci za 28,5 milionu dolarů ročně v souvislosti s federálním nařízením snížit přeplněnost státních věznic.

### Doprava
California City je ze západu spojeno s dálnicí č. 14 a z jihu s dálnicí č. 58. Kern Transit zajišťuje přímou autobusovou dopravu do Mojave, Lancasteru a Ridgecrestu s přestupy do Tehachapi a Bakersfieldu. Přímá linka do Lancasteru zajišťuje také přímé spojení s linkou Antelope Valley společnosti Metrolink, která zajišťuje dopravu do Los Angeles. V rámci města zajišťuje společnost California City Dial-A-Ride (DAR) Transit ve všední dny (kromě svátků, kdy je radnice uzavřena) dopravu na základě poptávky.

### Podnikání
Na území města se nachází zkušební areál Hyundai-Kia o rozloze 3 967 akrů (1 605 ha). V provozu je 640 akrů (260 ha).

### Veřejná bezpečnost
Jako statutární město, které nemá smlouvu s okresem Kern, má město California vlastní policejní a hasičský sbor.

## Sporty
California City Whiptails byl profesionální baseballový tým, který hrál v nezávislé Pecos League. Tým zanikl v roce 2019. Své domácí zápasy hráli v Balsitis Parku.